# Archivo General de la Nación del Perú
El Archivo General de la Nación es un organismo público ejecutor adscrito al Ministerio de Cultura del Perú. Es el ente rector del Sistema Nacional de Archivos y tienen a su cargo la conservación del Patrimonio Documental de la Nación. Tiene su sede en la ciudad de Lima.

## Funciones
En el Archivo General de la Nación se resguardan y conservan los testimonios documentales – archivísticos de los acontecimientos de mayor relevancia que han protagonizado los peruanos desde el siglo XVI.

## Historia
Fue creado el 15 de mayo de 1861, en el gobierno de Ramón Castilla y Marquesado, como Archivo Nacional, con el objetivo de custodiar documentación histórica gubernamental, que hasta ese entonces se mantenían en el Convento de San Agustín en el Centro de Lima. El Archivo Nacional estuvo ubicado en la antigua Biblioteca Nacional.
En los años 1940, el Archivo Nacional fue trasladado al Palacio de Justicia de Lima. El archivo alberga aproximadamente 150 millones de documentos históricos y administrativos, que permanecieron en el lugar durante décadas. Sin embargo, debido a las modificaciones realizadas en la infraestructura del edificio, la instalación se encontró en una situación de riesgo en 2024.
En 1972, el Gobierno Revolucionario de la Fuerza Armada cambió la denominación a Archivo General de la Nación.
En 2019, el congresista Víctor Andrés García Belaúnde denunció que en el Archivo General de la Nación se habrían robado documentos históricos para posteriormente venderlos. Al año siguiente, Ojo Público reportó que se perdieron otros documentos históricos. Desde entonces, se había desarrollado una estrategia para evitar el robo de archivos.
En 2024, la historiadora Natalia Sobrevilla denunció que los materiales históricos se habían trasladado a un edificio alquilado en la zona industrial de Callao. Este traslado se produjo en el marco de una disputa judicial que impidió la mudanza del material histórico. Al año siguiente, el Poder Judicial dictó la orden de desalojo de documentos custodiados en el Palacio de Justicia. La medida fue criticada por el Consejo Internacional de Archivos y la Asociación Latinoamericana de Archivos.

## Registro Nacional de Colecciones Documentales y Archivos Históricos Públicos o Particulares
- Expedientes de la Real Audiencia de Lima
- Protocolo ambulante de los conquistadores

## Lista de Jefes institucionales
- Santiago Távara (1864-1867)
- Luis Benjamín Cisneros (1897-1903)[12]
- Constantino R. Salazar (1904-1909)[13]
- Luis Antonio Eguiguren Escudero (1914-1915)[14]
- Guillermo Lohmann Villena (1985-1986)
- César Gutiérrez Muñoz (1986-1988)
- Aída Luz Mendoza Navarro (1992-2001)
- María del Pilar Remy Simatovic (2001-2003)
- Carmen Teresa Carrasco Cavero (2003-2007)
- Lizardo Pasquel Cobos (2007-2010)
- Joseph Dager Alva (2010-2012)[15]
- Pablo Maguiña Minaya (2012-2016)
- Carmen Teresa Carrasco de González (2016-2017)
- Luisa María Vetter Parodi (2017-2019)
- Olinda Graciela Rengifo García (2019-2020)
- Jorge Ortiz Sotelo (2020-2022)[16]
- Ricardo Moreau Heredia (2022-).[17] Mediante RESOLUCION SUPREMA N° 012-2024-MC, se dio por concluida la designación del señor RICARDO ARTURO MOREAU HEREDIA, efectuada mediante Resolución Suprema Nº 003-2022-MC